# Oleksandrînivka, Zhurivka
Oleksandrînivka (în ucraineană Олександринівка) este un sat în comuna Krasne din raionul Zhurivka, regiunea Kiev, Ucraina.

## Demografie
Componența lingvistică a localității Oleksandrînivka
     Ucraineană (98,23%)
     Rusă (1,77%)
Conform recensământului din 2001, majoritatea populației localității Oleksandrînivka era vorbitoare de ucraineană (98,23%), existând în minoritate și vorbitori de rusă (1,77%).